# Emma Hertha
Emma Hertha (* 23. Oktober 2002 in Kassel) ist eine deutsche Handballspielerin.

## Karriere
In der Jugend spielte Emma Hertha für den TSV Jahn Calden und wechselte 2017 in die Jugend der HSG Blomberg-Lippe. 2021 unterzeichnete sie ihren ersten Vertrag beim Bundesligisten HSG Blomberg-Lippe. 2022 wechselte sie zum Bundesliga-Aufsteiger VfL Waiblingen. Seit der Saison 2023/24 steht sie beim SV Union Halle-Neustadt unter Vertrag. 2024 stieg sie mit Halle-Neustadt in die 2. Bundesliga ab und kehrte ein Jahr später wieder in die Bundesliga zurück.
Sie nahm mit der deutschen Juniorinnen-Nationalmannschaft an der U17-Europameisterschaft 2019, der U19-Europameisterschaft 2021 und der U20-Weltmeisterschaft 2022 teil.